# Drosboe
Drosboe var verksam som runristare i Uppland kring perioden 1100, i skiftet mellan vikingatiden och medeltiden. Han är endast känd från ett antal runstenar vid Vallentuna kyrka. En av dessa är U 216 som grävdes upp på kyrkogården i slutet av 1800-talet och bär inskriften: "Johan lät resa stenarna efter Östen, sin fader, Drosboe ristade.".

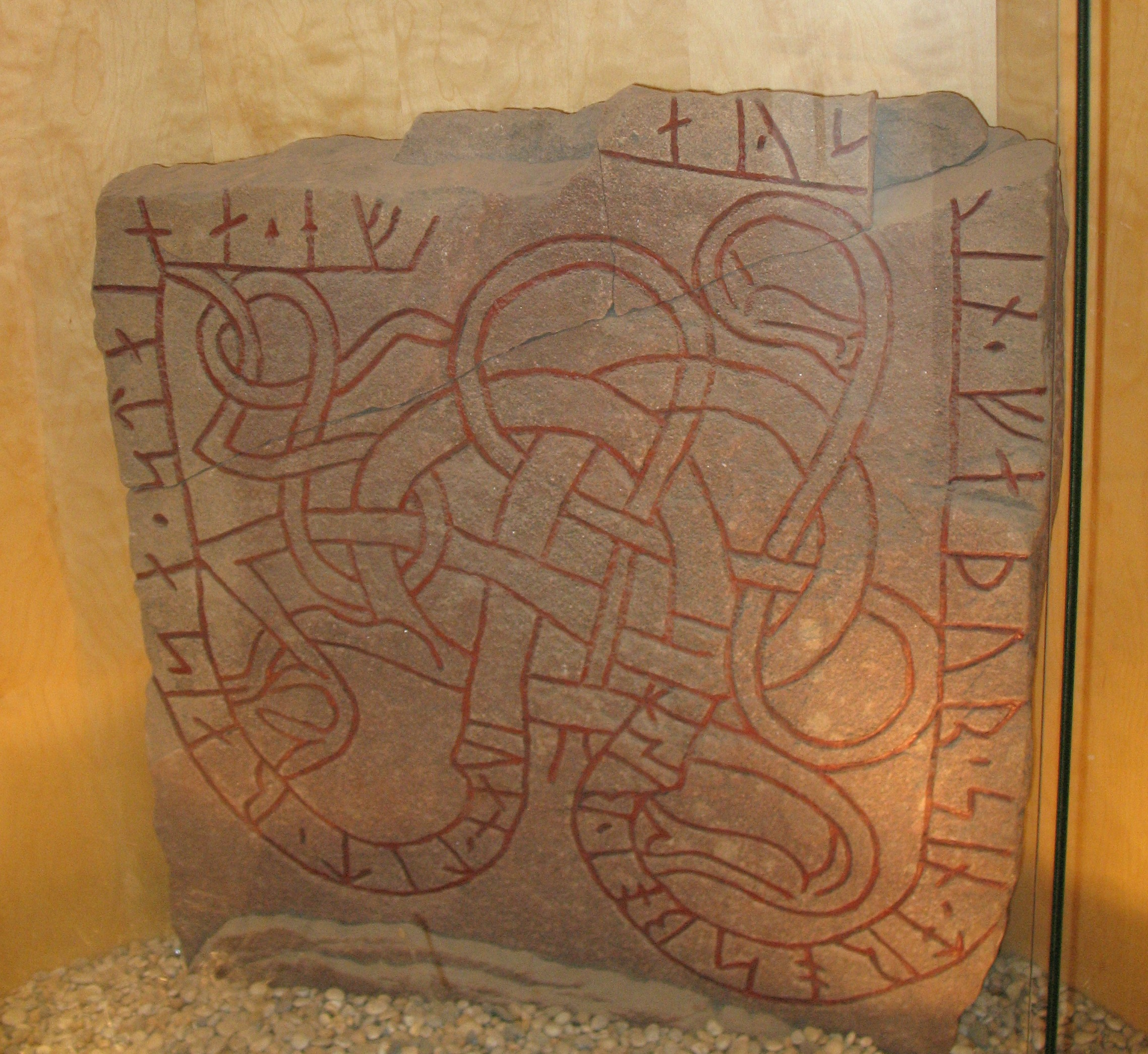
Den av Drosboe signerade U 216, ornerad i Urnesstil: Pr3-4.

Av stenens material sandsten och av ornamentiken att döma tillhör den början på 1100-talet. Som framgår av inskriften har den sannolikt ingått i ett par- eller flerstensmonument. Flera liknande runstenar vid Vallentuna kyrka är attribuerade till just runristaren Drosboe och en av dessa är U 214.
U 216 fanns länge i en monter i apoteket i Vallentuna centrum, men är nu åter magasinerad i Historiska museets samlingar.

## Ristningar
- U 146[3]
- U 214 tillsammans med U 215
- U 216 signerad ÷ drosboi ÷ risti
- U 217

## Bildgalleri

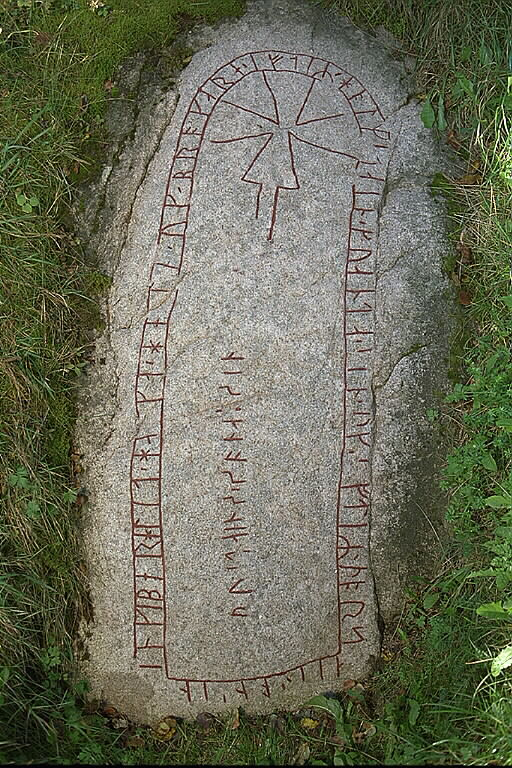
U 146
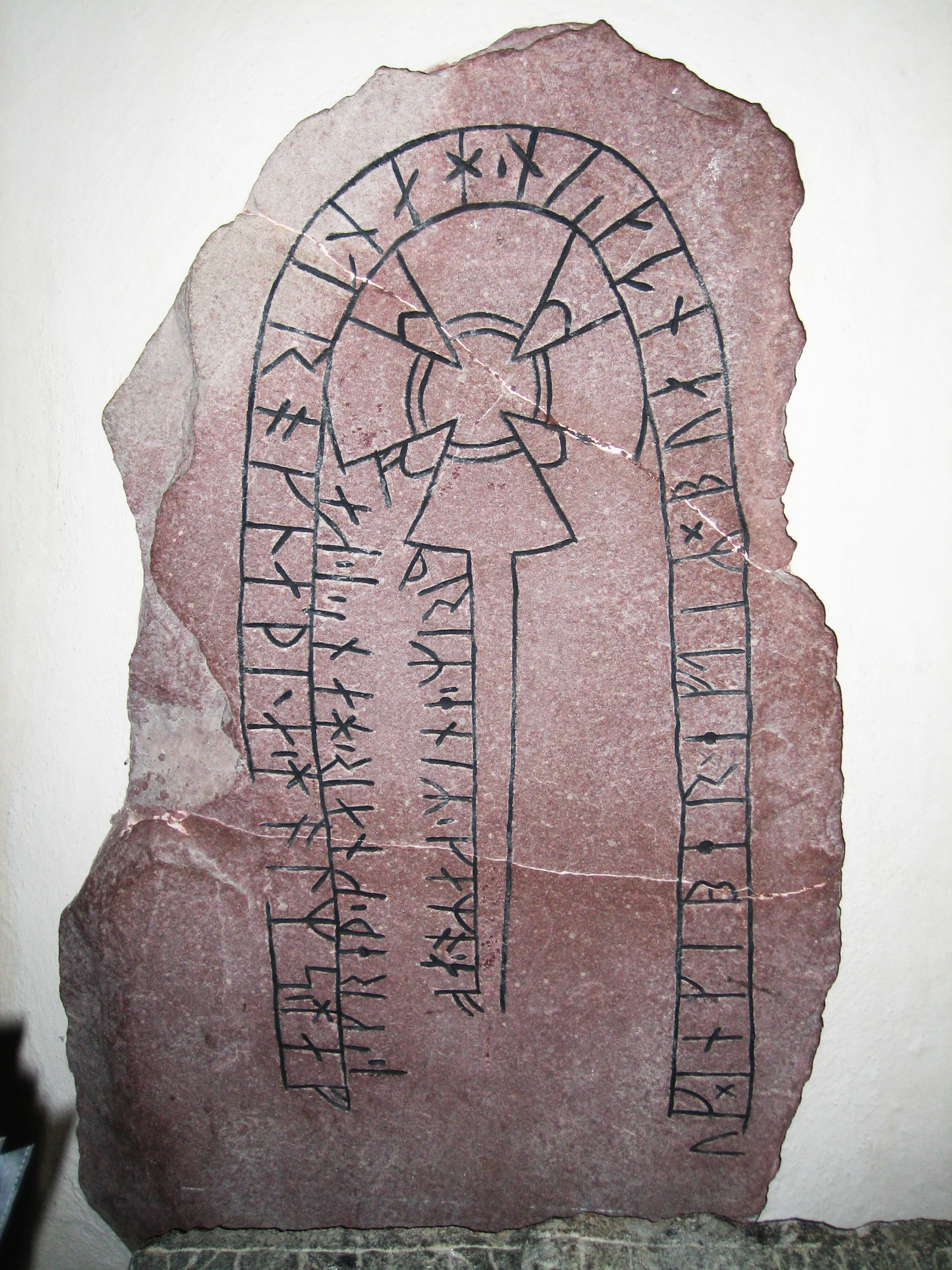
U 214
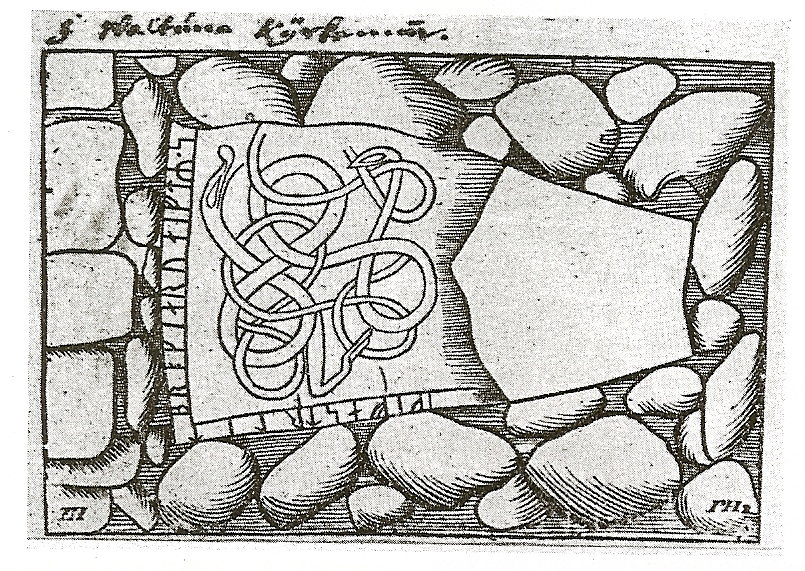
U 217